# Byrrhidae
Los bírridos (Byrrhidae) son una familia de coleópteros en la superfamilia Byrrhoidea. Estos escarabajos son habitantes comunes de los bosques del hemisferio norte. Se alimentan principalmente de musgo. Sus poblaciones crecen inmediatamente tras los incendios forestales.

## Taxonomía

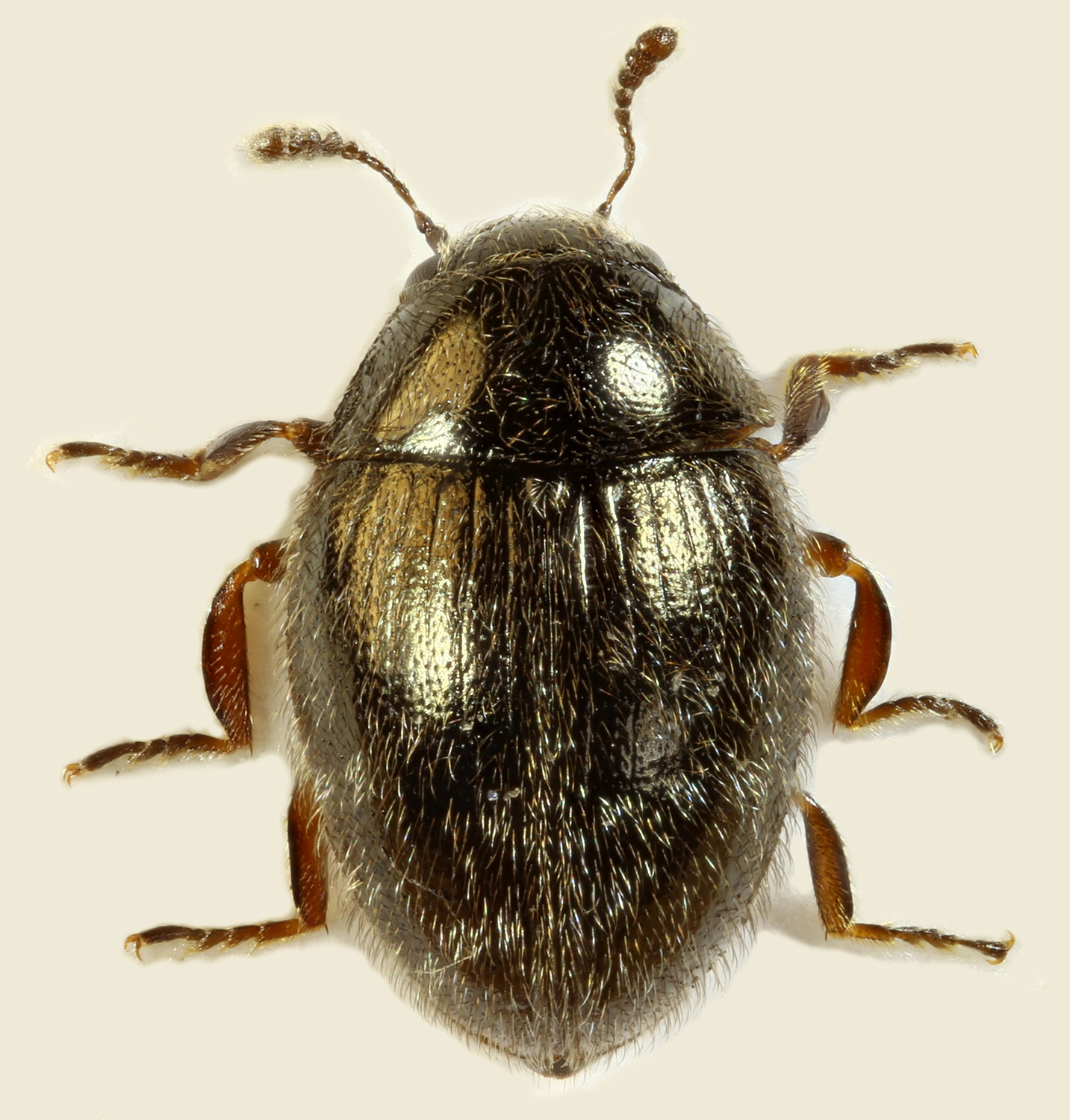
Simplocaria semistriata

La familia aloja unas 450 especies.
Los géneros son:
- Amphycyrta
- Arctobyrrhus
- Byrrhus
- Chaetophora
- Curimopsis
- Cytilus
- Eusomalia
- Exomella
- Lioligus
- Lioon
- Listemus
- Morychus
- Porcinolus
- Sierraclava
- Simplocaria